# 利布靈鄉 (蒂米什縣)
45°35′N 21°19′E / 45.583°N 21.317°E
利布靈鄉（羅馬尼亞語：Comuna Liebling, Timiș），是羅馬尼亞的鄉份，位於該國西部，由蒂米什縣負責管轄，面積82平方公里，海拔高度91米，2002年人口3,732，人口密度每平方公里45人。